# Insectari

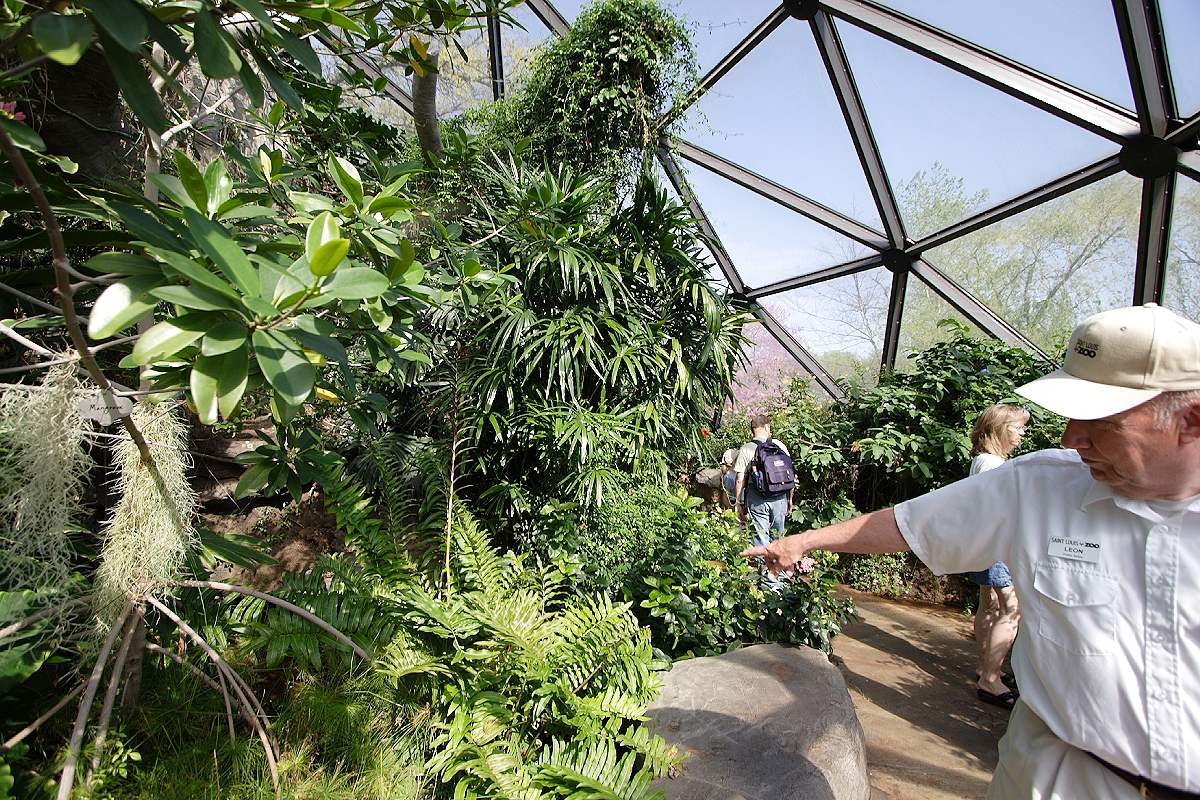
Interior de l'insectari Monsanto de Saint Louis (Estats Units) dedicat a les papallones vives

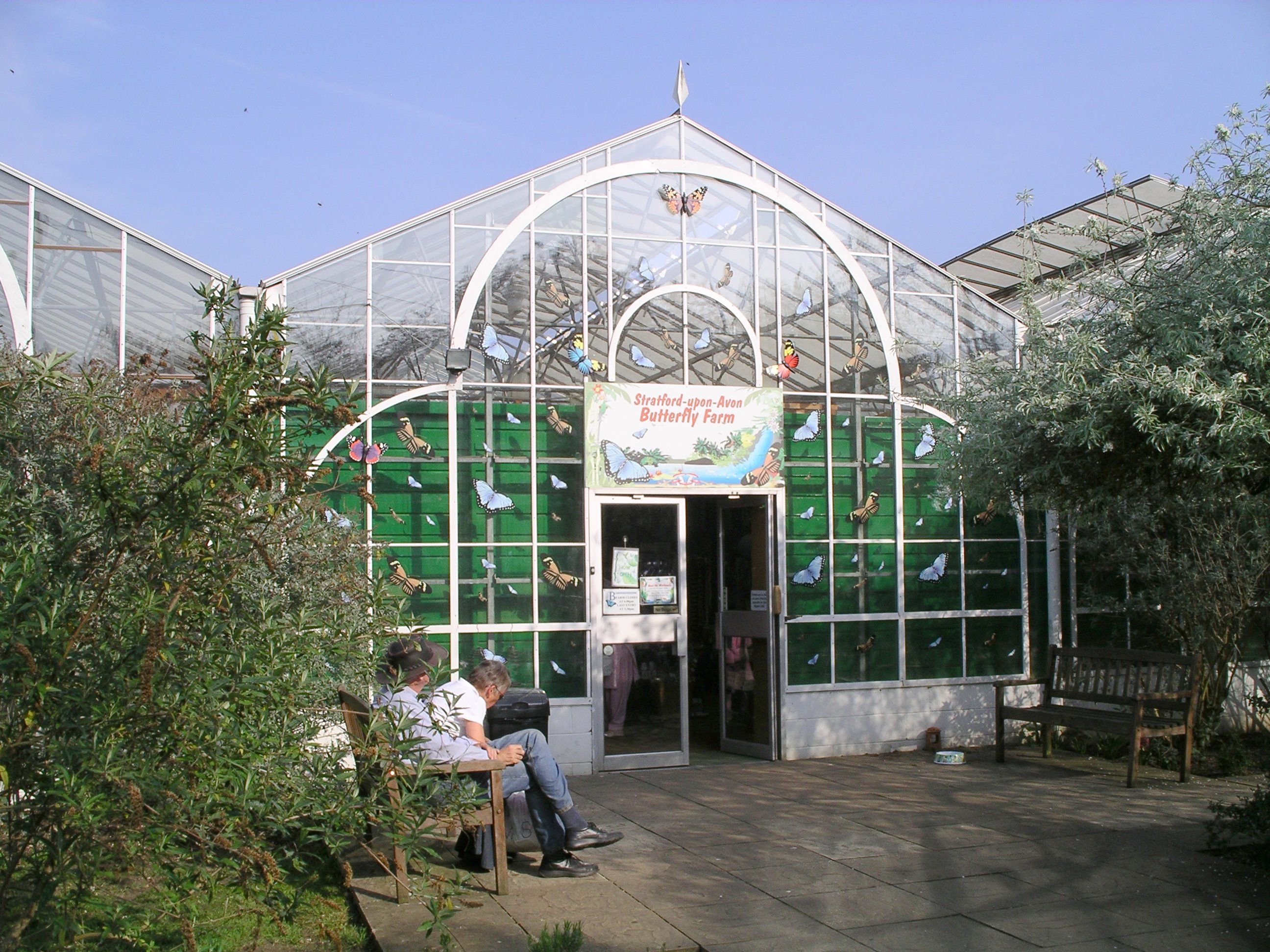
Insectari de Stratford a Anglaterra amb hivernacles

Un insectari (insectarium en llatí i altres idiomes moderns) és una col·lecció d'insectes vius o morts.
Molt sovint els insectaris d'espècies vives estan dedicats únicament als lepidòpters
Sota el terme d'insectaris s'hi poden trobar dos tipus de concepció diferents:
- Un insectari és un conjunt de vitrines on els insectes morts es presenten punxats amb agulles i etiquetats.
- Un insectari és també un lloc on es mantenen i es crien insectes vius tractant de reconstruir el seu medi natural o biòtop. Sovint es tracta d'una gàbia amb vidres, amb un sostre o una cara que es pot moure amb la finalitat de poder accedir a l'interior de la gàbia.
- Un insectari virtual és la col·lecció difosa a través de pàgines web d'Internet d'imatges fotogràfiques i informació sobre els insectes.

## Insectari públic
Un insectari públic és un establiment de presentació i de cria d'insectes vius, obert al públic i que té com a objectiu despertar la sensibilitat cap al món dels insectes i la recerca científica, ja que els insectes tenen un paper essencial en l'equilibri ecològic de la Terra a més de ser el grup animal més divers.
Un insectari públic pot ésser independent, ésser una part d'un parc zoològic, d'un jardí botànic o d'un museu d'història natural.

### Alguns insectaris del món
- Anglaterra :
  - Zoo de Londres

- Austràlia :
  - Insectari de Victoria

- Canadà :
  - Insectari de Montreal
  - Newfoundland Insectarium

- Estats Units :
  - Audubon Insectarium, Nova Orleans
  - Monsanto Insectarium, Saint Louis, Missouri
  - The Insectarium, Filadèlfia

- França :
  - Citadelle de Besançon
  - Insectari de La Réunion

- Japó:
  - Zoo de Tama, prop de Tōkyō